# Aloe megalocarpa
Aloe megalocarpa é uma espécie de liliopsida do gênero Aloe, pertencente à família Asphodelaceae.